# Alexander von Heinemann
Georg Friedrich Alexander Karl von Heinemann (* 10. Dezember 1813 in Helmstedt; † 21. November 1884 in Weimar) war ein preußischer Generalmajor.

## Leben

### Herkunft
Alexander war ein Sohn des braunschweigischen Kreisgerichtsdirektors Friedrich von Heinemann (1770–1854) und dessen Ehefrau Charlotte, geborene Meinders (1785–1854). Er hatte neun Geschwister, darunter der Finanzrat und Entomologe Hermann (1812–1871), der Schriftsteller Ferdinand (1818–1881), der Generalmajor Adolf (1820–1906) sowie der Historiker Otto (1824–1904).

### Militärkarriere
Heinemann besuchte das Gymnasium in seiner Heimatstadt und trat am 20. Mai 1831 in das 26. Infanterie-Regiment der Preußischen Armee ein. Er avancierte Mitte September 1832 zum Sekondeleutnant und war 1838/41 zur weiteren Ausbildung an die Allgemeine Kriegsschule kommandiert. Danach war er 1842/45 als Lehrer für Mathematik an der Divisionsschule der 7. Division tätig und wurde im Anschluss zur Topographischen Abteilung des Großen Generalstabes kommandiert. Als Premierleutnant und Kompanieführer folgte ab Mitte Juni 1848 eine Verwendung im II. Bataillon des 26. Landwehr-Regiments in Burg und dann als Adjutant der 7. Infanterie-Brigade. Kurz darauf wurde Heinemann Adjutant der 3. Division des Armeekorps in Baden und nahm in dieser Eigenschaft im Zuge der Niederschlagung der Revolution an den Gefechten bei Philippsburg, Waghäusel, Durlach, Bischweier und Kuppenheim teil. Nach Beendigung der Kampfhandlungen war er als Generalstabsoffizier der mobilen 16. Division tätig, wurde im Mai 1852 Adjutant der 14. Infanterie-Brigade und kehrte dann mit der Beförderung zum Hauptmann als Kompaniechef Mitte Juni 1852 zu seinem Stammregiment zurück. Für ein Jahr war Heinemann zum III. Bataillon des 26. Landwehr-Regiments in Neuhaldersleben kommandiert, wurde anschließend als Major in das 31. Infanterie-Regiment versetzt und am 13. November 1860 zum Kommandeur des I. Bataillons ernannt. Zwischenzeitlich zum Oberstleutnant aufgestiegen, führte er sein Bataillon 1866 während des Krieges gegen Österreich in den Kämpfen bei Münchengrätz und Blumenau.
Ausgezeichnet mit dem Ritterkreuz des Königlichen Hausordens von Hohenzollern mit Schwertern wurde Heinemann nach dem Friedensschluss zum ersten Kommandeur des neu aufgestellten Infanterie-Regiment Nr. 86 in Halle ernannt und am 31. Dezember 1866 mit Patent vom 30. Oktober 1866 zum Oberst befördert. Unter Stellung à la suite seines Regiments wurde er am 22. März 1868 Kommandant von Wesel. In dieser Stellung erhielt Heinemann nach dem Krieg gegen Frankreich Mitte August den Charakter als Generalmajor und Mitte Oktober 1871 den Kronenorden III. Klasse. Unter Verleihung des Patents zu seinem Dienstgrad wurde er am 4. Februar 1873 zu den Offizieren von der Armee versetzt und zum Kommandeur der stellvertretenden 12. Infanterie-Brigade ernannt, da sich das mobile Kommando bei der Okkupationsarmee in Frankreich befand. Von dieser Stellung wurde Heinemann am 23. September 1873 entbunden und am 5. Februar 1874 mit der gesetzlichen Pension unter Verleihung des Roten Adlerordens II. Klasse mit Eichenlaub zur Disposition gestellt.

### Familie
Heinemann hatte sich am 4. Oktober 1855 in Querfurt mit Elise Vocke (1837–1918) verheiratet. Aus der Ehe gingen folgende Kinder hervor:
- Werner (1856–1921), preußischer Generalmajor ⚭ Marie von Gerlach (* 1867)
- Katharine (1857–1858)
- Günter (* 1859), preußischer Major ⚭ Elisabeth Rhamm (* 1874), Eltern von Albrecht von Heinemann (1903–1962), Schriftsteller
- Konrad (1863–1898), preußischer Sekondeleutnant a. D.